# ميشيل فولكنير
ميشيل فولكنير (بالإنجليزية: Michel Faulkner)‏ هو لاعب كرة قدم أمريكية وسياسي أمريكي، ولد في 21 يوليو 1957 في بالتيمور في الولايات المتحدة. حزبياً، نشط في الحزب الجمهوري.

## وصلات خارجية
- الموقع الرسمي